# Старогромово
Старогромово — деревня в Троицком административном округе Москвы (до 1 июля 2012 года в составе Подольского района Московской области). Входит в состав поселения Клёновское.

## Население
| 1859 | 1890 | 1899 | 1926 | 2002 | 2006 | 2010 |
| ---- | ---- | ---- | ---- | ---- | ---- | ---- |
| 143  | ↘105 | ↗124 | ↗139 | ↘7   | ↘5   | ↗6   |

Согласно Всероссийской переписи, в 2002 году в деревне проживало 7 человек (4 мужчин и 3 женщины). По данным на 2005 год в деревне проживало 5 человек.

## География
Деревня Старогромово расположена в юго-восточной части Троицкого административного округа, примерно в 56 км к юго-юго-западу от центра города Москвы.
В километре к северо-западу от деревни проходит Варшавское шоссе, в 19 км к востоку — Симферопольское шоссе М2, в 11 км к северу — Московское малое кольцо А107, в 4 км к югу — Большое кольцо Московской железной дороги.
К деревне приписано пять садоводческих товариществ (СНТ). Ближайшие населённые пункты — деревни Коротыгино и Ясенки.

## История
В «Списке населённых мест» 1862 года — владельческая деревня 1-го стана Подольского уезда Московской губернии по левую сторону Московско-Варшавского шоссе, из Подольска в Малоярославец, в 25 верстах от уездного города и 6 верстах от становой квартиры, при речке Молодильне, с 19 дворами и 143 жителями (66 мужчин, 77 женщин).
По данным на 1899 год — деревня Клёновской волости Подольского уезда с 124 жителями.
В 1913 году — 23 двора.
По материалам Всесоюзной переписи населения 1926 года — деревня Лукошкинского сельсовета Клёновской волости Подольского уезда в 2,1 км от Варшавского шоссе и 16 км от станции Гривна Курской железной дороги, проживало 139 жителей (54 мужчины, 85 женщин), насчитывалось 27 крестьянских хозяйства.
1929—1963, 1965—2012 гг. — населённый пункт в составе Подольского района Московской области.
1963—1965 гг. — в составе Ленинского укрупнённого сельского района Московской области.
С 2012 г. — в составе города Москвы.